# شحنة نووية فعالة
شحنة النواة الفعالة هي صافي الشحنة الموجبة في الذرّة متعددة الإلكترونات، تسمى بالفعالة لأنها تؤثر على الإلكترونات الخارجية ويمكن تحديد قوة الشحنة النووية بالنظر إلى عدد الأكسدة للذرة يمكن حسابها من قانون كولوم.
وبشكل عام الإلكترونات الخارجية للذرة تنجذب إلى الشحنة الإيجابية للنواة وتصطدم بشحنة الإلكترون السالبة، الشحنة النووية الفعالة في مثل هذا الإلكترون تعطى:
Zeff = Z − S
حيث Z عدد البروتونات في النواة

S متوسط عدد الإلكترونات بين النواة والإلكترونات. ويمكن حسابها بتطبيق مجموعة قواعد مختلفة، أبسطها Slater's rules، كذلك Douglas Hartree قام بتعريف العدد الذري الفعال المداري Hartree–Fock 

{\displaystyle Z_{\mbox{eff}}={\frac {<r>_{\mbox{H}}}{<r>_{\mbox{Z}}}}}
عندما <r>H نصف القطر المداري ذرة الهيدروجين
<r>Zنصف القطر المداري للإلكترونات الموزعة بالنسبة لشحنة النواة Z

ملاحظة : يمكن كتابة Zeff على الصورة *Z

## مثال
بالنظر إلى أيون الصوديوم وأيون الفلورين وذرة النيون المتعادلة، لكل منه 10 الكترونات و إلكترونين غير متكافئين (للمدار 1s) و لكن شحنة النواة الفعالة مختلف لاختلاف العدد الذري
{\displaystyle Z_{\mbox{eff}}(F^{\mbox{-}})=9-2=+7}
{\displaystyle Z_{\mbox{eff}}(Ne)=10-2=+8}
{\displaystyle Z_{\mbox{eff}}(Na^{\mbox{+}})=11-2=+9}
لذا، بماأن شحنة النواة الفعالة لأيون الفلورين هي الأصغر فإن نصف القطر الذري لها أكبر من نصف قطر النيون والصوديوم.